# Дж (диграф)
дж — диграф, що використовується в кирилиці. Складається з двох окремих кириличних літер д і ж. Позначає м'який дзвінкий ясенно-твердопіднебінний африкат [d͡ʑ], твердий дзвінкий заясенний африкат [d͡ʒ], або твердий дзвінкий ретрофлексний африкат [ɖ͡ʐ]; [d͡ʒ] перед /i, j/ позначає палаталізований (пом'якшений) [d͡ʒʲ]. Використовується в слов'янських (білоруській і українській) і несловянських (абазинській, адигейській, кабардино-черкеській, осетинській) мовах.

## Звуки
- [d͡ʒ] (дж) — глухий піднебінно-ясенний (заясенний) африкат
- [d͡ʑ] (м'який дж) — дзвінкий ясенно-твердопіднебінний африкат
- [d͡ʐ] (твердий дж) — дзвінкий ретрофлексний африкат

## Мови
| Мова                | МФА  | Примітки                       |
| ------------------- | ---- | ------------------------------ |
| білоруська          | /d͡ʒ/ | дві окремі літери, одна фонема |
| українська          | /d͡ʒ/ | дві окремі літери, одна фонема |
| абазинська          | /d͡ʒ/ | самостійна літера ДЖ, дж       |
| адигейська          | /d͡ʒ/ | самостійна літера ДЖ, дж       |
| кабардино-черкеська | /d͡ʒ/ | самостійна літера ДЖ, дж       |
| осетинська          | /d͡ʒ/ | самостійна літера ДЖ, дж       |

У білоруській і українській мовах дж читається як два окремих звуки на стику префікса і кореня слова (наприклад: біл. аджыць; укр. віджити).

## Інші позначення
У кириличних абетках звук [d͡ʒ] також позначається як:
- Џ — сербська мова, македонська мова, румунська мова (до переходу на латиницю).
- Ж — киргизька мова.
- Ӂ — молдавська мова.
- Җ — калмицька мова.
- Ӝ — удмуртська мова.
- Ҷ — таджицька мова.
- Ӌ — хакаська мова.
- Ҹ — азербайджанська мова.

У некириличних мовах:
- Ջ — вірменська мова
- ჯ — грузинська мова
- dž, j ǯ— мови, що використовують латинку.

Звук [d͡ʒʲ] у кириличних абетках також позначається:
- Ѓ — македонська мова
- Ђ — сербська мова